# Les Hommes le dimanche
 (août 2021).
Si vous disposez d'ouvrages ou d'articles de référence ou si vous connaissez des sites web de qualité traitant du thème abordé ici, merci de compléter l'article en donnant les références utiles à sa vérifiabilité et en les liant à la section « Notes et références ».
Pour plus de détails, voir Fiche technique et Distribution.
Les Hommes le dimanche (Menschen am Sonntag) est un film muet allemand réalisé en 1929 par Robert Siodmak et Edgar George Ulmer, sorti en 1930.

## Synopsis
Un couple, formé d'Erwin, chauffeur de taxi, et d'Annie, mannequin, est convié par Wolfgang, représentant en vin, à une sortie le dimanche, avec une autre jeune femme, Christl, une figurante de cinéma qu'il a rencontrée à un arrêt de tram, mais Annie, fâchée avec Erwin, et en proie à la neurasthénie, ne veut pas se lever. Les deux hommes vont donc se baigner avec deux filles, Christl et sa meilleure amie Brigitte, une vendeuse d'électroménager, toutes deux attirées par Wolfgang. La situation est évocatrice et sensuelle. Les amis se déshabillent, se baignent, se cherchent, l'atmosphère se détend. Divers plans documentaires sur les activités du dimanche (plage, jeux, pique-nique en famille, défilés, séance de photos) s'intercalent entre les moments de l'action du groupe des quatre amis.
Après le bain, Brigitte est poursuivie par Wolfgang au fond des bois où ils font l'amour. Cristl montre son dépit et Erwin la console. Ils rentrent, décident de se revoir. Erwin retrouve Annie toujours au lit et se croyant au matin. Le lundi, les Berlinois retournent au travail. Un carton conclut le film : « 4 millions de Berlinois attendent dimanche prochain. »

## Contexte historique
En Allemagne, la république de Weimar désigne la période comprise entre 1919 et 1933. Les débuts de la république sont difficiles. De juin 1928 à mars 1930 le chancelier est Hermann Müller, membre du Parti social-démocrate d'Allemagne (Sozialdemokratische Partei Deutschlands, SPD), il gouverne au sein d’une « grande coalition » (Große Koalition) gauche-droite. C’est Heinrich Brüning, membre du parti du centre (Zentrum) qui lui succède jusqu’en 1932.
Les Hommes le dimanche de Robert Siodmak est tourné en 1929, à Berlin. À cette époque, l’Allemagne connaît une période d’aisance économique qui s’étend de 1924 à 1929 : ce sont les « années folles », ou « goldene Zwanziger ». À cette époque, Berlin compte 4 millions d’habitants environ.
Durant les années folles, la ville de Berlin se développe. En 1924, l’aéroport de Tempelhof devient le premier aéroport de Berlin. La même année la ville se hisse au rang de second plus grand port fluvial du pays. En 1926, la tour de radio berlinoise est inaugurée. La ville est alors en pleine expansion.
Grâce à la conjoncture économique particulièrement favorable, Berlin devient un des grands centres culturels et scientifiques européens. Des personnalités comme le dessinateur George Grosz, les écrivains Bertolt Brecht et Kurt Tucholsky les acteurs et cinéastes Marlene Dietrich, Friedrich Wilhelm Murnau et Fritz Lang contribuent à l’émulation culturelle à la fin des années 1920. 
Durant cette période, les jeunes Berlinois profitent des loisirs qu’offre la ville. On trouve à Berlin nombre de bars, cafés, caves à vin, salons de thé russes ou cabarets dans lesquels on peut danser le charleston ou le jazz. Les mœurs changent. Les femmes s’émancipent, elles s’imposent dans de nouveaux corps de métiers et elles fument. En art, le cubisme affole.
Le krach boursier d'octobre 1929 aux États-Unis marque le début d’une Grande Dépression qui s’étend jusqu’en Europe. À la fin de l’année 1929 le déficit de l’Allemagne s’élève à 1,5 milliard de marks ; le taux de chômage dépasse 25 % de la population active en 1932, alimentant désillusion et colère dans la population.

## Fiche technique
- Titre : Les Hommes le dimanche
- Titre original : Menschen am Sonntag
- Réalisateur : Robert Siodmak, Edgar G. Ulmer & Rochus Gliese
- Scénario : Billy Wilder, Fred Zinnemann et Robert Siodmak, d'après une idée de Curt Siodmak
- Directeur artistique : Moritz Seeler
- Photographie : Eugen Schüfftan
- Assistants réalisateurs : Fred Zinnemann, Billy Wilder et Curt Siodmak
- Producteur : Edgar G. Ulmer, pour le Filmstudio Berlin
- Pays de production :  République de Weimar
- Format : Noir et blanc — 35 mm — 1,20:1 — Muet
- Genre : Comédie dramatique, Film documentaire
- Durée : 73 minutes
- Date de sortie : 
  - Allemagne : 4 février 1930

### Autour du film
Pour sa première réalisation, Robert Siodmak réunit autour de lui, à la technique, quelques futurs grands noms du cinéma aux États-Unis : son frère Curt Siodmak, Eugen Schüfftan (qui travailla d'abord, en Allemagne, avec Georg Wilhelm Pabst entre autres), Billy Wilder, Fred Zinnemann et Edgar G. Ulmer. Au-delà des noms, le film est surtout une réalisation collective, la première de Filmstudio 29, leur propre outil de production. Cette distribution technique a fait la réputation des Hommes le dimanche, outre ses qualités propres.

## Distribution
Acteurs dans leurs propres rôles :
- Brigitte Borchert : Brigitte
- Christl Ehlers : Christl
- Annie Schreyer : Annie
- Wolfgang von Walthershausen : Wolfgang
- Erwin Splettstosser : Erwin
- Heinrich Gretler : Heinrich
- Valeska Gert : Valeska
- Kurt Gerron : Kurt
- Ernst Verebes : Ernst

## Un film, un mouvement: la Nouvelle Objectivité
Le mouvement de la Nouvelle Objectivité (« Neue Sachlichkeit », en allemand) naît en Allemagne dans l'entre-deux-guerres. Il prend son essor à l'aube des années 1920, une période de crise politique et économique en Allemagne (les troubles politiques et l'inflation durent jusqu'en 1923). Ce mouvement va à l'encontre de l'expressionnisme et défend un retour au réalisme.
Certains critiques d'art parleront « d'un certain néo-réalisme » et d'autres diront qu'il s'agit « d'un art du témoignage et du constat qui pose un regard […] sur le quotidien des hommes et des femmes. »
Ce mouvement s'épanouit entre 1924 et 1930 dans différents domaines : la littérature, le cinéma, la musique, la peinture, etc.
Au cinéma, le film le plus représentatif de ce mouvement est Berlin, symphonie d'une grande ville de Walter Ruttmann, composé de séquences thématiques tels que la circulation des voitures, les machines, la prostitution, etc. Certains critiques diront que la ville y apparaît comme une machine qu'on fait démarrer le matin, que l'on ferme la nuit et qui, par son rythme, détermine la vie des hommes,.
Les Hommes le dimanche s'inscrit dans ce mouvement par son témoignage du quotidien de l'homme de cette époque : la ville ou le quotidien y sont comme « une machine qui par son rythme détermine la vie des hommes », en image dans ce film. On voit au début des trains, des balayeurs, des magasins. Ces scènes rythment la vie de la semaine (du lundi au samedi = la semaine de travail). Le dimanche est hors de ce rythme effréné, il apparaît comme un véritable intermède au bord de l'eau, à la campagne, puis le retour au lundi marque à nouveau un rythme effréné avec le retour au travail, à l'usine.
Le budget du film, tourné en extérieurs, à l'opposé des films expressionnistes, est dérisoire.
Au niveau de l'aspect « art du témoignage », on peut effectivement parler d'un film de témoignage car il témoigne d'une époque révolue, d'une époque d'insouciance, malgré la précarité (les amis peinent à payer le pédalo), qui vit ses derniers mois et disparaît brutalement dans la crise, prélude à la guerre. Cette insouciance est traduite par les scènes du dimanche (enfants qui s'amusent au bord du lac, balade à vélo, pique-nique, etc.).

## Film et documentaire
Les Hommes le dimanche présente à la fois des aspects du documentaire et du film de fiction. On peut partager le film en deux : d’une part l’histoire des cinq compères et de l’autre les différentes prises de vues de Berlin, du lac, des gens.
Le film débute en annonçant : « un film sans acteurs », puis à propos des acteurs : « ces cinq personnes n’avaient jamais été filmées auparavant, aujourd’hui elles ont repris leur métier. » Ils jouent à partir de leur propre prénom et de leur propre métier. Dès le début, le film ne s’inscrit pas dans une trajectoire classique. Une des scènes illustre ce choix du quotidien comme sujet, contre le vedettariat, celle où Erwin et Annie déchire les photos de stars (dont Marlène Dietrich) qui tapissent l'un des murs de leur appartement.
- L’histoire des cinq compères :

Les plans qui filment l’histoire d’Erwin, Christl, Wolgang, Brigitte (et Annie) sont généralement stylisés. Siodmak a recours à des gros plans pour mettre en valeur les expressions des personnages et ajouter des effets de dramatisation. Parfois même les plans sont très resserrés sur certains éléments du visage. Quelques scènes sont clairement travaillées pour en souligner le caractère graphique. Certains cadrages des personnages sont très cinématographiques et contrastent avec les prises de vue plus documentaires.
- La partie documentaire :

Le film offre de nombreuses vues de la ville, du lac, des baigneurs ou des berlinois. Celles-ci fonctionnent principalement de deux manières. Soit sous forme de tableau, on montre une scène puis on passe à une autre et ainsi de suite. La caméra est statique, comme un cadre, elle cible une partie de la ville dans laquelle les gens, voitures etc. défilent. Soit la caméra balaye la scène, elle est mobile, accompagne le déplacement d’un métro, d’un bus ou offre une vision panoramique d’un endroit. La partie « documentaire » du film offre en définitive une assez grande richesse, elle utilise des effets spéciaux pour superposer des images les unes aux autres ou pour effectuer une transition. Siodmak et ses compères filment également les baigneurs d’un des lacs berlinois qui se font prendre en photo sur la page. Cette scène est intéressante parce qu’elle apparaît comme une partie complète à l’intérieur du film : cette séquence est balisée par deux panneaux « attention le petit oiseau va sortir » et « merci beaucoup ». Entre ces deux panneaux se succèdent les photographiés, les photographies puis d’autres photographies de couples. Cette séquence surprend par son montage très structuré. Un autre point marquant de cette séquence est l’accompagnement musical, il suit et rythme parfaitement la vitesse à laquelle défilent les différentes photographies. Cette technique est reprise dans une autre scène, elle permet de donner encore plus de relief à la séquence.